# Ordine della Bandiera rossa
L'Ordine della Bandiera rossa (in russo Орден Крaсного Знамени?, Orden Krasnogo Znameni) è stata un'onorificenza militare sovietica creata il 16 settembre 1918, durante la guerra civile russa.

## Storia
Il primo a ricevere questa onorificenza fu Vasilij Konstantinovič Bljucher, il 28 settembre 1919. Durante la guerra civile esistevano altre decorazioni, create dai governi comunisti di altre repubbliche poi riassorbite nell'Unione Sovietica, che portavano nomi molto simili. Il 1º agosto 1924 fu definito l'unico ordine della Bandiera rossa, da assegnare a personale meritevole dell'Armata Rossa.
Altri ordini sovietici non militari utilizzarono la dicitura "Ordine della Bandiera rossa" nel titolo, ad esempio l'ordine della Bandiera rossa del lavoro era assegnato per atti di grande valore scientifico, militare (tecnico o logistico), manifatturiero o agricolo.
Come decorazione militare, l'ordine della Bandiera rossa premiava atti di eroismo in combattimento o atti di straordinario valore militare compiuti durante il combattimento. Prima della creazione dell'ordine di Lenin, avvenuta il 6 aprile 1930, l'ordine della Bandiera rossa era la più alta decorazione militare dell'Unione Sovietica, oltre ad essere praticamente l'unica. Durante la seconda guerra mondiale con vari nomi (come "Ordine della Bandiera rossa al valor militare" e "Ordine della Bandiera rossa al valore navale"), fu assegnato sia a singoli militari, sia a intere unità per atti di grande valore. L'ordine della Bandiera rossa mantenne sempre un prestigio speciale in quanto veniva concesso solamente per atti di coraggio durante il combattimento, mentre l'ordine di Lenin fu spesso concesso anche a personale non militare o a personaggi politici. Quasi tutti i più famosi comandanti sovietici divennero cavalieri dell'ordine della Bandiera rossa. Successivamente, tra il 1944 e il 1958, venne concesso anche per anzianità di servizio, con il primo riconoscimento dopo venti anni di servizio e il secondo dopo trenta.

## Descrizione
L'aspetto della medaglia consisteva di un distintivo bianco smaltato, con al centro falce e martello dorati circondati da due spighe di grano dorate su una "stella rossa", poggiata su un martello, un aratro, una torcia e una bandiera rossa incrociati. Sulla bandiera il motto in lettere d'oro "Proletari di tutto il mondo unitevi!" e alla base la scritta CCCP (URSS) in campo rosso.
Inizialmente l'ordine era composto solamente dal distintivo, da portare sul lato sinistro dell'uniforme. Successivamente venne aggiunto un nastro di colore rosso con una larga sezione centrale bianca e due sottili bande bianche sui bordi.

## Personalità e città insignite
L'ordine veniva concesso sia a singoli militari sia a intere unità, che in seguito aggiungevano al nome il prefisso "Bandiera rossa". Alcuni dei decorati sono stati:

### Città
- San Pietroburgo

### Individui
- Maresciallo Vasilij Konstantinovič Bljucher (primo decorato, cinque volte)
- Maresciallo Georgij Konstantinovič Žukov (tre volte)
- Ammiraglio della flotta Nikolaj Gerasimovič Kuznecov (tre volte)
- Spia inglese Kim Philby
- Scienziato Jakov Borisovič Zel'dovič
- Maresciallo Aleksandr Michajlovič Vasilevskij (due volte)
- Maresciallo Rodion Jakovlevič Malinovskij (tre volte)
- Capitano sottomarino S-13 Aleksandr Ivanovič Marinesko (due volte)
- Sergente Meliton Kantaria
- Cecchino Vasilij Grigor'evič Zajcev
- Spia Aleksandr Aleksandrovič Filippov (1925-1942)
- Maresciallo Semën Konstantinovič Timošenko (cinque volte)
- Fondatore dell'Armata Rossa Lev Trockij
- Iosif Stalin
- Atleta Nina Apollonovna Romaškova
- Minatore Aleksej Grigor'evič Stachanov
- Ingegnere aeronautico Pavel Aleksandrovič Solov'ëv
- Poeta Maksim Tank
- Pilota da caccia Aleksandr Ivanovič Pokryškin (quattro volte)
- Spia Alime Abdenanova (1924-1944)
- Maresciallo delle truppe del genio Aleksej Ivanovič Prošljakov (tre volte)

### Formazioni
- Flotta del Baltico (due volte)
- Flotta del Nord
- Flotta del Pacifico
- 1ª Armata corazzata delle guardie
- 2ª Armata corazzata delle guardie
- 2º Corpo corazzato delle guardie
- 4º Corpo corazzato delle guardie
- 5º Corpo corazzato delle guardie
- 5º Corpo di cavalleria delle guardie
- 8º Corpo meccanizzato delle guardie
- 31º Corpo corazzato
- 2ª Divisione fucilieri delle guardie
- 18ª Divisione fucilieri delle guardie
- 24ª Divisione fucilieri
- 24ª Divisione fucilieri delle guardie
- 27ª Divisione fucilieri delle guardie
- 31ª Divisione fucilieri delle guardie
- 32ª Divisione fucilieri
- 38ª Divisione fucilieri delle guardie
- 45ª Divisione fucilieri delle guardie
- 72ª Divisione fucilieri delle guardie
- 81ª Divisione fucilieri delle guardie
- 90ª Divisione fucilieri delle guardie (due volte)
- 19ª Divisione fucilieri motorizzata
- 40ª Brigata fanteria di marina delle guardie (due volte)
- 57ª Brigata fucilieri
- 218ª Brigata corazzata
- 9º Reggimento fucilieri delle guardie
- 13º Reggimento fucilieri delle guardie
- 61º Reggimento fucilieri
- 76ª Divisione d'assalto aereo delle guardie
- 106ª Divisione aviotrasportata delle guardie
- 3e Groupe de Chasse Normandie-Niémen
- Coro dell'Armata Rossa (due volte)